# James O'Shaughnessy
James O'Shaughnessy (Naperville, 14 gennaio 1992) è un giocatore di football americano statunitense che milita nel ruolo di tight per i Jacksonville Jaguars della National Football League (NFL).

## Biografia

### Kansas City Chiefs
Dopo avere giocato al college a football alla Illinois State University, O'Shaughnessy fu scelto nel corso del quinto giro (172º assoluto) del Draft NFL 2015 dai Kansas City Chiefs. Debuttò come professionista subentrando nella gara del primo turno contro gli Houston Texans. Quattro giorni dopo, contro i Denver Broncos, ricevette i suoi primi due passaggi per 54 yard dal quarterback Alex Smith. La sua stagione da rookie si concluse con 6 ricezioni per 87 yard in sette partite, tre delle quali come titolare.

## Statistiche
| Partite totali      | 7  |
| Partite da titolare | 3  |
| Ricezioni           | 6  |
| Yard ricevute       | 87 |
| Touchdown           | 0  |

Statistiche aggiornate alla stagione 2015